# وایالا
وایالا (به انگلیسی: Whyalla) یک شهر در استرالیا است که در استرالیای جنوبی واقع شده‌است.

## نگارخانه

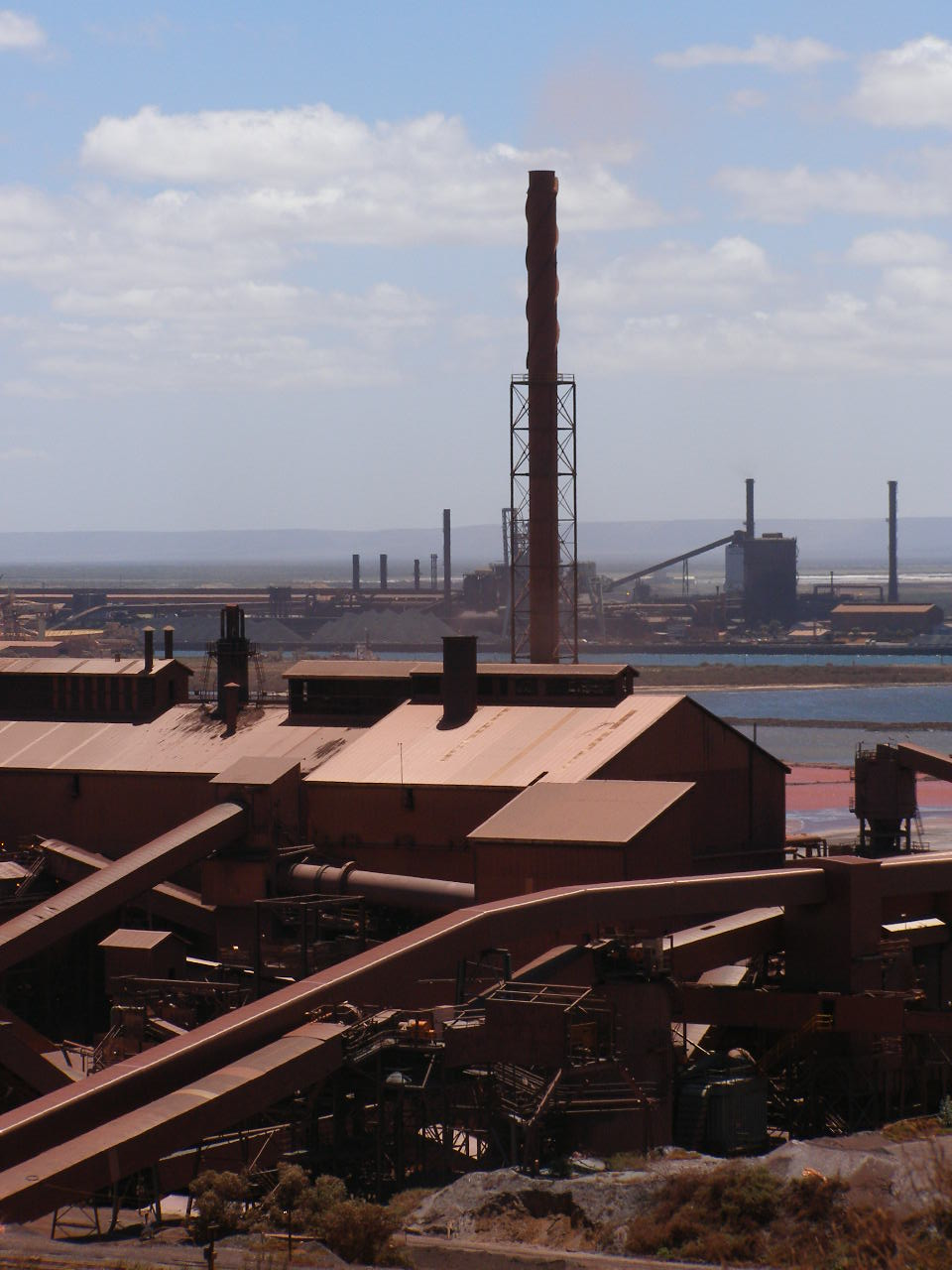
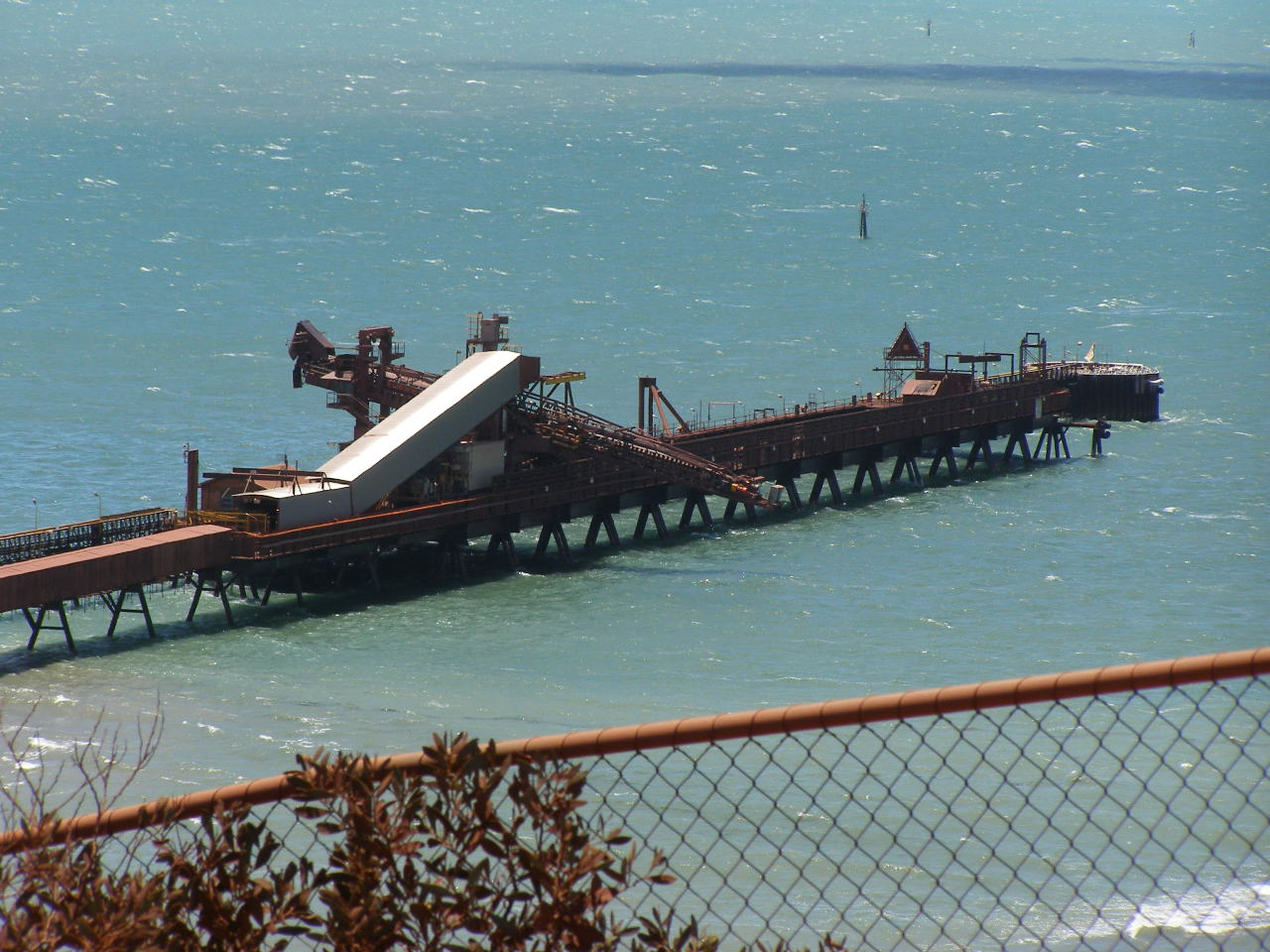
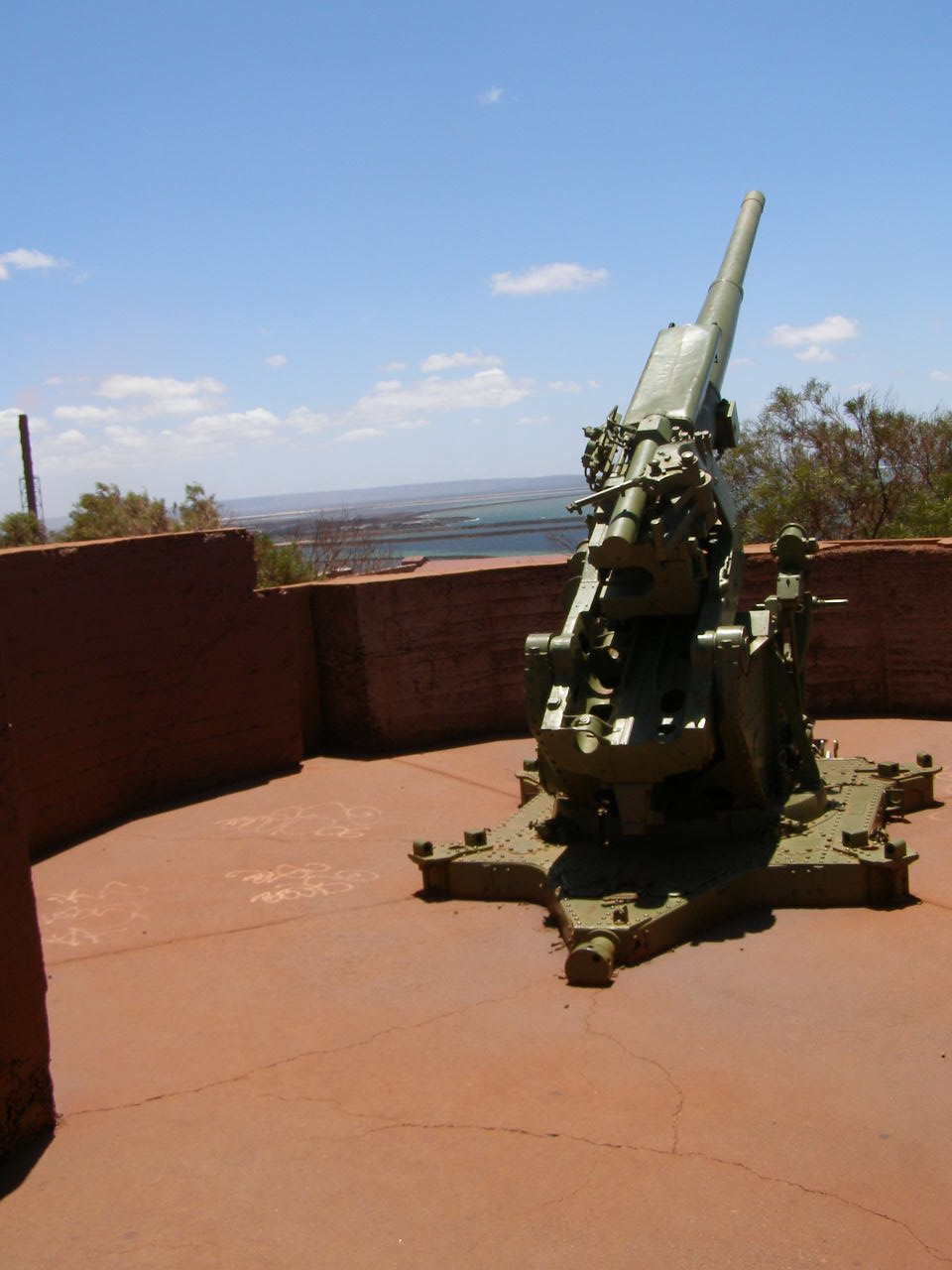
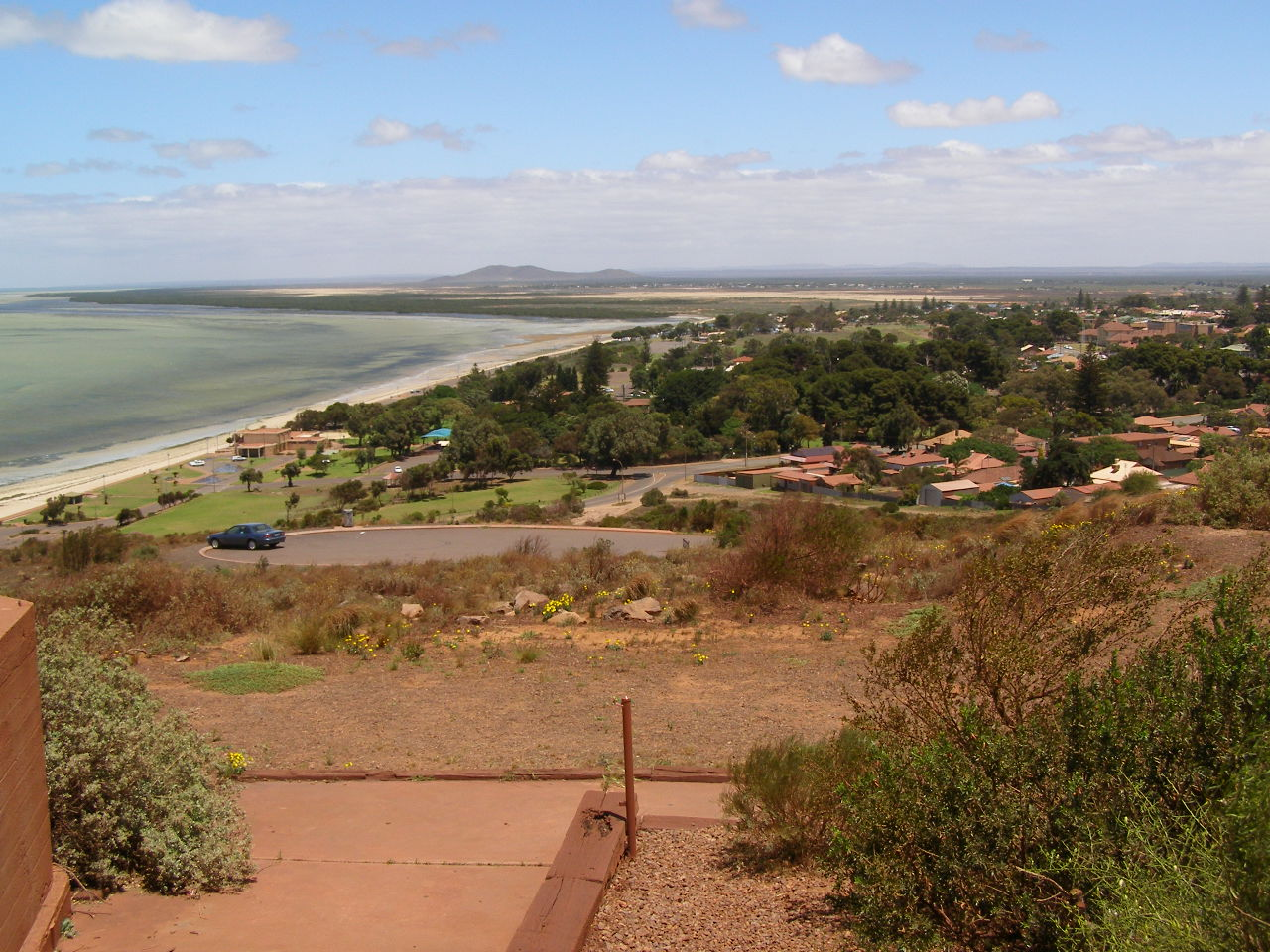
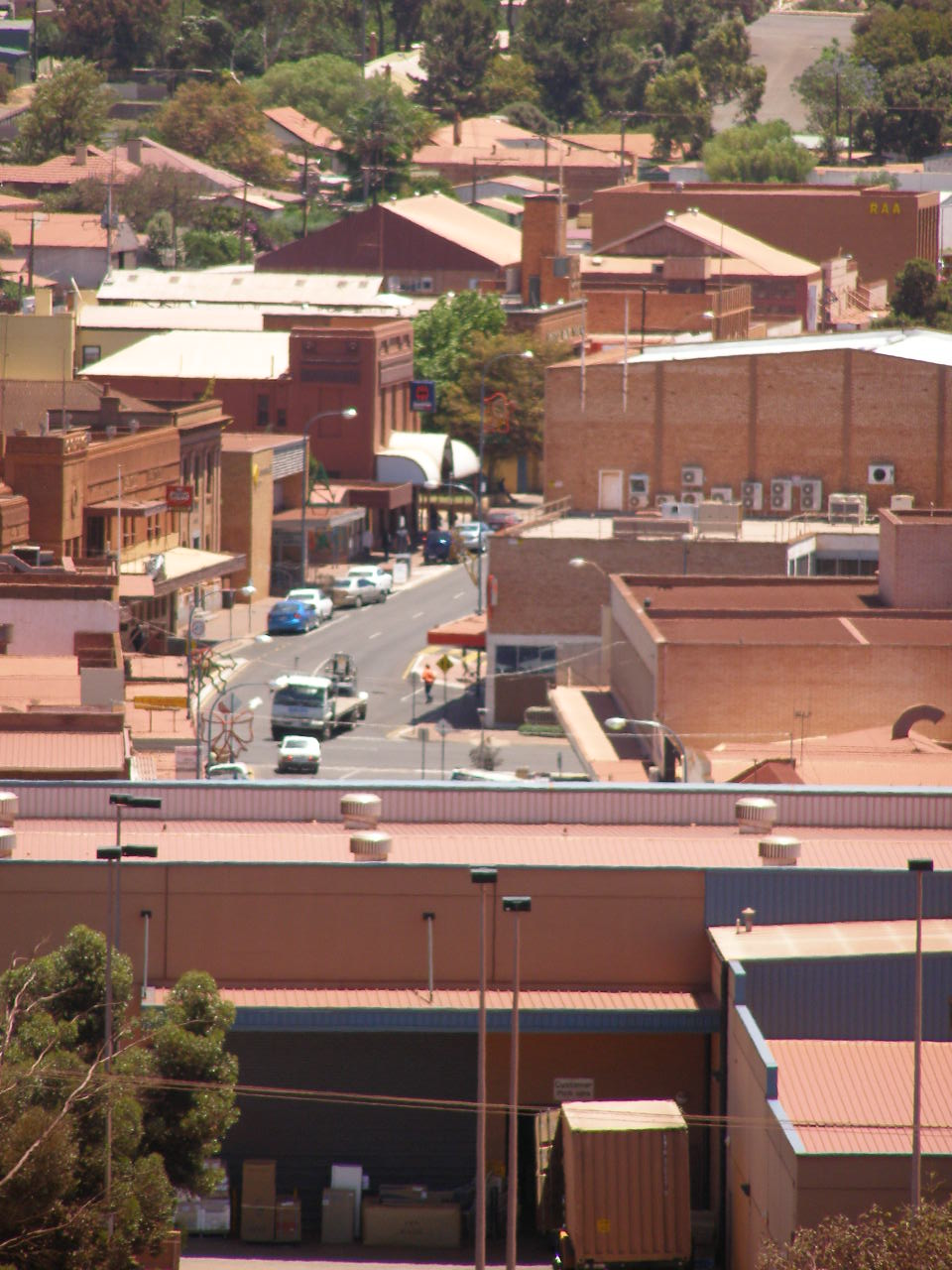